# Parkrododendron
Parkrododendron (Rhododendron subg. Hymenanthes) er en underslægt af rododendron med ca. 150 arter, hvoraf mange dyrkes og er nogenlunde hårdføre i Danmark. Det er stedsegrønne buske eller små til mellemstore, stedsegrønne træer med mellemstore til meget store blade. Blomsterne sidder i endestillede stande med 5-40 enkeltblomster i hver.
| Beskrevne arter |

- Rhododendron canadense
- Catawbarododendron (Rhododendron catawbiense)
- Rhododendron degronianum
- Rhododendron fortunei
- Rhododendron maximum
- Flammeazalea (Rhododendron molle)
- Pontisk rododendron (Rhododendron ponticum)
- Rhododendron smirnowii
- Rhododendron traillianum
- Sumpazalea (Rhododendron viscosum)